# Sviluppo di applicazioni mobili

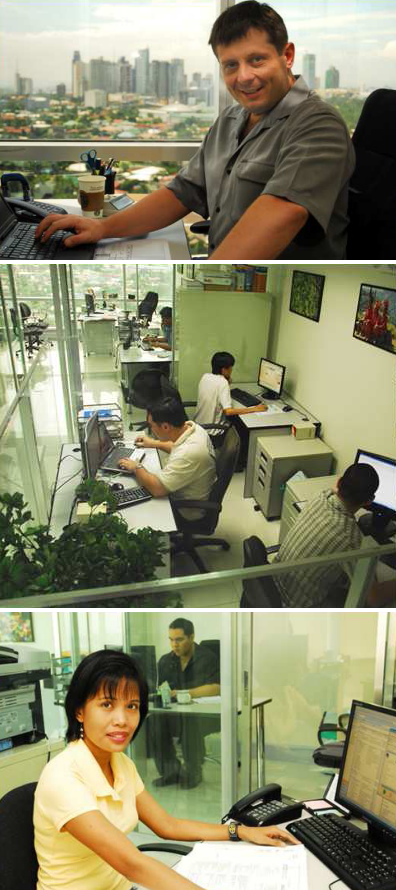
Sviluppatori al lavoro.

Lo sviluppo di applicazioni mobili (o più semplicemente sviluppo di app) è il processo di ideazione e creazione di applicazioni destinate ai dispositivi mobili, in particolare gli smartphone.
Dopo i primi esperimenti e la distribuzione preinstallata di applicazioni mobili nel corso degli anni 2000, la distribuzione digitale di app vere e proprie è decollata dal 2008, quando i principali app store furono lanciati e da allora le app hanno influenzato sempre più la vita delle persone, tanto da aver generato un intero nuovo settore dell'economia, chiamato App economy (o "Economia delle app"). 

## Descrizione
Il processo di sviluppo di un'applicazione mobile include delle considerazioni e scelte da fare sul tipo di dispositivo mobile, di sistema operativo mobile, di modo d'interazione e ambiente di sviluppo da scegliere.
Durante la maggior parte degli anni 2000, dominavano telefoni cellulari di tipo tradizionale in cui vi erano per lo più applicazioni mobili preinstallate e di semplice funzionamento: una delle piattaforme di maggior successo fu la Serie 40 dei cellulari Nokia, lanciata a fine 1999. Durante quegli anni molte applicazioni mobili erano scritte in linguaggio Java.

### L'app economy
Con l'arrivo dei primi smartphone dotati di ampio schermo capacitivo nel 2007 e il lancio dei primi veri app store nel 2008 (tra cui l'App Store per iOS e il Google Play per Android), tale settore è stato completamente rivoluzionato, dando il via al nuovo settore dell'app economy.
Al 2016 l'app economy solo negli Stati Uniti valeva già 143 miliardi di $, mentre il valore stimato a livello mondiale era di 1300 miliardi di $. Il numero di posti di lavoro generati da tale settore al 2017 era di 1,9 milioni nell'UE e di 1,7 milioni negli Stati Uniti. Dopo una lotta aspra tra diversi sistemi operativi mobili, alla fine si sono imposti stabilmente dal 2012 solo iOS di Apple e Android di Google. Nonostante il numero di dispositivi e di download inferiori, al 2017 l'App Store di iOS generò ricavi di oltre 3,5 volte maggiori rispetto al Play Store di Android. Dopo una continua crescita, è emerso che il mercato dell'app economy, in ricavi diretti e indiretti, rappresenta lo 0,7% dell'intero PIL dell'Unione Europea, ovvero oltre 210 miliardi di €.

## Piattaforme
Le principali piattaforme di sviluppo mobile al 2024 sono:
| Piattaforma               | Tipo piattaforma | Linguaggio di programmazione                            | IDE                                        | Costo | Piattaforme                                                      | Package                               |
| ------------------------- | ---------------- | ------------------------------------------------------- | ------------------------------------------ | --- | ---------------------------------------------------------------- | ------------------------------------- |
| Android SDK               | UFFICIALE        | Java / Kotlin (dal 2012, dal 2019 linguaggio ufficiale) | Android Studio, Eclipse                    | Gratuito | Solo OS di Google (Android e Wear OS)                            | apk                                   |
| iOS SDK                   | UFFICIALE        | Objective-C (fino al 2015) / Swift (dal 2015)           | Xcode                                      | Gratuito (costo di una licenza sviluppatore pari a 99€ annuali / dal 2015 è possibile distribuire app sui propri dispositivi senza licenza a pagamento) | Solo sistemi operativi Apple (iOS, iPadOS, macOS, WatchOS, tvOS) | Solo tramite App Store di Apple       |
| Java ME                   |                  | Java                                                    | Eclipse, NetBeans                          | Gratuito | V                                                                | JAR                                   |
| App Inventor              |                  | Linguaggio di programmazione visuale (VPS)              | Designer d'interfaccia disponibile via web | Gratuito | Android                                                          | apk                                   |
| Lazarus                   |                  | Object Pascal                                           | Lazarus IDE                                | Gratuito | Linux e Android                                                  | Nativo delle piattaforme              |
| Livecode                  |                  | LiveCode                                                |                                            | Licenze gratuite e a pagamento | V                                                                | Nativo delle piattaforme              |
| Macromedia Flash Lite     |                  | ActionScript                                            | Macromedia Flash                           | Licenze gratuite e a pagamento | V                                                                | SIS                                   |
| Mono                      |                  | C sharp                                                 | Microsoft Visual Studio, MonoDevelop       | Gratuito (costo di una licenza sviluppatore Apple pari a 99€ annuali)                                                                                   | Android e sistemi Apple                                          | Nativo delle piattaforme              |
| NetBeans                  |                  | C++, Java                                               | Java dev                                   | Gratuito | Android, OS Nokia (Sxx)                                          |                                       |
| PhoneGap / Apache Cordova |                  | HTML, CSS, JavaScript                                   | Ionic                                      | Gratuito (costo di una licenza sviluppatore Apple pari a 99€ annuali)                                                                                   | V                                                                | Nativo delle piattaforma              |
| Qt                        |                  | C++, QML                                                | QT Creator                                 | Licenze gratuite e a pagamento disponibili (costo di una licenza sviluppatore Apple pari a 99€ annuali)                                                 | V                                                                | Nativo delle piattaforma              |
| Unity                     |                  | C#, Javascript, Boo, altri linguaggi basati su .NET     | Unity Editor, Visual Studio e MonoDevelop  | Licenze gratuite e a pagamento | V                                                                | Nativo delle piattaforma              |
| Xamarin                   |                  | C#                                                      | Xamarin Studio, Visual Studio              | Licenze gratuite e a pagamento | Android, iOS, Win Mobile                                         | Nativo delle piattaforma              |
| Xojo                      |                  | Xojo (simile a VB)                                      | Xojo IDE                                   | Licenze gratuite e a pagamento | iOS, app mobili web                                              | iOS: native / altre: piattaforma Xojo |
| B4X                       |                  | B4X simile a VB                                         | B4A, B4i, B4J                              | Licenze Gratuite e a pagamento | Android, iOS, Web, MacOs, Windows, Linux                         | Android, iOS: Native / altre: java    |